# Морган Гьорд
Морган Елізабет Гьорд (нар. 18 липня 2001, Вужоу, Китайська Народна Республіка) — американська гімнастка. Чемпіонка світу в багатоборстві та команді, призерка чемпіонатів світу.

## Біографія
Народилась в Вужоу, Китайська Народна Республіка, у 11-місячному віці була усиновлена американкою Шеррі Гьорд, яка самотужки її виховувала. В три роки відвідувала секцію танців, бейсболу, футболу та спортивної гімнастики, перевагу віддала останній. З 6 років носить окуляри, від використання контактних лінз відмовилась через магнезію у повітрі гімнастичного залу, яка осідала на їх поверхні.
На Олімпійському каналі стала однією з трьох героїнь документального серіалу "All Around" про підготовку до Олімпійських ігор 2020 у Токіо разом з китаянкою Чен Йілі та росіянкою Ангеліною Мельниковою.

## Спортивна кар'єра
З п'яти років тренується у Першій державній школі гімнастики, з 8 років до сьогодні особистим тренером є Слава Глазунов.

#### 2017
Дебютувала на дорослому рівні. На чемпіонаті світу, що проходив у жовтні в Монреалі, кваліфікувалась до фіналу багатоборства з шостим результатом, що було найгіршим результатом американських гімнасток на чемпіонатах світу чи Олімпійських Іграх протягом чотирнадцяти років. У фіналі багатоборства Морган, що була єдиною представницею американської команди після вимушеного зняття зі змагань через травму лідерки кваліфікації американської гімнастки Реган Сміт, здобула перемогу. У фіналі на колоді показала другий результат.

#### 2018
На чемпіонаті світу в Досі, Катар, разом з Сімоною Байлс, Карою Ікер, Грейс Мак-Калум та Райлі Мак-Каскер в командних змаганнях здобула перемогу, яка збірній США принесла команду олімпійську ліцензію на Олімпійські ігри 2020 у Токіо, Японія. У фіналі багатоборства посіла третє місце, а в фіналі вільних вправ - друге.

#### 2019
На чемпіонат світу 2019 в команду США не потрапила.

#### 2020
Брала участь у Кубку Америки зі спортивної гімнастики 2020, що є першим з чотирьох етапів Кубка світу з багатоборства 2020, на яких буде розіграно три олімпійські ліцензії, де здобула перемогу та принесла команді 60 очок у відборі.
У березні перенесла п'яту та шосту операції на правому лікті.
2021
На чемпіонаті США повністю не відновилась від операцій на лікті, тому виконувала лиш вправу на колоді (26місце) та вільні вправи (23 місце), що не дозволило автоматично кваліфікуватися до олімпійських випробовувань. Скористалась можливістю подати петицію про включення до олімпійських випробовувань, але їй було відмовлено.

## Результати на турнірах
| Рік  | Змагання        | КБ | ІБ | Опорний стрибок | Різновисокі бруси | Колода | Вільні вправи |
| ---- | --------------- | -- | -- | --------------- | ----------------- | ------ | ------------- |
| 2017 | Чемпіонат світу |    | 1  |                 |                   | 2      |               |
| 2018 | Чемпіонат світу | 1  | 3  |                 |                   |        | 2             |
| 2020 | American Cup    |    | 1  |                 |                   |        |               |
| 2021 | Чемпіонат США   |    | 26 |                 |                   | 26     | 23            |